# 7 janvier 1963
Le lundi 7 janvier 1963 est le 7e jour de l'année 1963.

## Naissances
- Antonio Ullo, athlète italien
- Bruno Lejeune, joueur de basket-ball français
- Clint Mansell, compositeur britannique
- Hiroyuki Okita (mort le 27 mars 1999), acteur japonais
- Ioan Grigoraş, lutteur roumain
- Kenneth Bäcklund, pilote de rallyes suédois
- Nellee Hooper,  producteur de musique britannique
- Rand Paul, homme politique et ophtalmologiste américain
- Silvia Valmaña Ochaita, femme politique espagnole

## Décès
- André Mélin (né le 28 juin 1899), aviateur français
- Burton Maxwell Hill (né le 21 juin 1883), personnalité politique canadienne
- Erik Lundqvist (né le 29 juin 1908), athlète suédois spécialiste du lancer du javelot